# Open Krys de Mont-de-Marsan 2013
L'Open Krys de Mont-de-Marsan 2013 è stato un torneo di tennis facente parte della categoria ITF Women's Circuit nell'ambito dell'ITF Women's Circuit 2013. Il torneo si è giocato a Mont-de-Marsan in Francia dal 9 al 15 settembre 2013 su campi in terra rossa e aveva un montepremi di $25,000.

## Vincitrici

### Singolare
Teliana Pereira ha battuto in finale  Pauline Parmentier con il punteggio di 6–1, 6–4

### Doppio
Cecilia Costa Melgar /  Daniela Seguel hanno battuto in finale  Alizé Lim /  Laura Thorpe con il punteggio di 6–4, 6–2